# Armoiries de la Tunisie
Les armoiries de la Tunisie se divisent en trois parties. La partie supérieure comporte une galère punique voguant sur la mer (symbole de la liberté). La partie inférieure est elle-même divisée verticalement : à gauche figure une balance noire (symbole de la justice) et à droite un lion noir saisissant un cimeterre argenté (symbole de l'ordre). Entre les deux parties se trouve une banderole portant la devise nationale : « Liberté, Ordre, Justice » (حرية، نظام، عدالة). Enfin, au sommet des armoiries se trouve un cercle à bordure rouge dans lequel est inséré le croissant et l'étoile rouges figurant sur le drapeau de la Tunisie.
Jusqu'à la loi de 1963, l'arrière-fond est d'azur (partie supérieure), d'or (partie inférieure dextre) et de gueules (partie inférieure senestre). Par la suite, c'est la couleur or qui les remplace uniformément.
Seule la devise inscrite sur les armoiries figure dans la Constitution de 1959.

## Monarchie

### Armoiries beylicales de 1861
Les premières armoiries de la Tunisie indépendante sont les armoiries beylicales en usage de 1861 au 21 juin 1956, date de l'adoption par décret beylical des armoiries du royaume de Tunisie indépendant depuis le 20 mars de la même année.
Bien qu'elles aient été adoptées officiellement en 1861, elles étaient déjà utilisées bien avant cette date. Elles figurent notamment sur la couverture du livre écrit par Henry Dunant et paru en 1858.

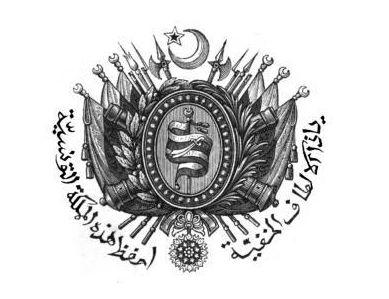
Armoiries beylicales en 1858.
Armoiries beylicales vers 1900.

### Armoiries royales de 1956

Armoiries de la Tunisie (1956-1963).

Les armoiries beylicales sont remplacées par les nouvelles armoiries du royaume de Tunisie adoptées par le décret beylical du 21 juin 1956. Celles-ci se blasonnent de la manière suivante :
- À dextre d'un lion passant de sable tourné à dextre armé d'un glaive d'argent sur fond de gueules ;
- À senestre d'une balance de sable sur fond d'or ;
- En chef d'une galère punique cinglant sur flots et fond d'azur ;
- Sommé du croissant étoilé de Tunisie ;
- Posé en chef sur trophée de deux lances et bannières entrecroisées ;
- Supporté en pointe par une couronne murale mi-partie de gerbes d'épis à dextre et de rameaux d'olivier à senestre ;
- Cravaté de la plaque du Mérite national ;
- Devise sur banderole : LIBERTÉ - ORDRE - JUSTICE.

Ces armoiries comportent certaines reliques des armoiries beylicales. Le 13 septembre de la même année, c'est la plaque de l'Ordre de l'Indépendance qui remplace celle du Mérite national.

## République

### Armoiries de 1957
Après l'abolition de la monarchie le 25 juillet 1957, les armoiries royales demeurent celles du régime républicain.

### Armoiries de 1963

Armoiries de la Tunisie (1963-1989).

La loi du 30 mai 1963 modifie sensiblement les armoiries en supprimant les éléments des armoiries beylicales (lances et bannières), en inversant les emplacements de la balance et du lion, en modifiant la couleur du fond (or) et en changeant l'ordre de la devise nationale :
- À dextre d'une balance noire ;
- À senestre d'un lion noir tourné à senestre armé d'un cimeterre d'argent ;
- Devise sur banderole or avec inscription noire : ORDRE - LIBERTÉ - JUSTICE ;
- En chef d'un navire à coque bistre, à voiles argent et à pavillons flottants rouges cinglant sur mer azur ;
- Sommé de l'emblème national à cercle blanc où figure une étoile rouge à cinq branches entourée d'un croissant rouge.

### Armoiries de 1989

Armoiries de la Tunisie (depuis 1989).

La loi du 2 septembre 1989 renverse l'ordre de la devise nationale en revenant à celui de 1956 :
- À droite, un lion tourné à gauche et armé d'un cimeterre d'argent ;
- À gauche, une balance noire ;
- La devise de la République est inscrite en noir sur banderole or : LIBERTÉ - ORDRE - JUSTICE ;
- En chef, un navire à coque bistre, à voiles argent et à pavillons flottants rouges cinglant sur mer azur ;
- Sommé de l'emblème national à cercle blanc où figure une étoile rouge à cinq branches entourée d'un croissant rouge.

### Projet de nouvelles armoiries
À la suite de l'adoption de la Constitution du 10 février 2014, son article 4 modifie la devise du pays. Par conséquent, un concours est lancé par le ministère de la Culture, à destination des agences de design graphique, pour redessiner les armoiries, avec un prix de 15 000 dinars pour le projet retenu ; une loi devra entériner le choix.
En janvier 2015, le gouvernement de Béji Caïd Essebsi décide de conserver les actuelles armoiries en attendant l'adoption d'un nouveau projet.